# Moranopteris cookii
Moranopteris cookii là một loài dương xỉ trong họ Polypodiaceae. Loài này được Underw. & Maxon R.Y. Hirai & J. Prado mô tả khoa học đầu tiên năm 2011.